# 寄神建設
寄神建設株式会社（よりがみけんせつ）は、兵庫県神戸市兵庫区に本社を置く企業。みどり会の会員企業であり三和グループに属している。

## 沿革
- 1941年 - 寄神美好が寄神海事工業所を創業
- 1950年 - 株式会社寄神海事工業所を設立　社長：寄神美好
- 1966年 - 寄神建設株式会社に社名変更
- 1994年 - 寄神茂之が専務から社長に昇格
- 2009年 - 60周年記念式典を創立の1月4日にあわせ催行

## 主な施工実績
- 関西国際空港I期・II期
- 神戸ポートアイランドI期・II期
- 東京湾アクアライン ※建設中の名称は東京湾横断道路
- 明石海峡大橋
- レインボーブリッジ
- 神戸空港
- 中部電力碧南火力発電所
- 中部国際空港
- 東京国際空港D滑走路 ※2010年10月21日供用開始

## 特徴
- 海上土木を企業活動の中核と位置付け設備の充実に注力している。
  - 具体的な設備としては海上での土木施工を可能にするため各種「作業船」を保有している。
- 主な作業船
  - 起重機船：4100t吊（海翔）、4000t吊（洋翔） 他
    - なお、起重機船「海翔」の吊上能力：4100tは日本最大で世界でも最大級である。

  - コンクリートプラント船：第17神昭　他
  - 杭打船：神翔-300、神翔-1600　他
  - 浚渫船：各種
  - 地盤改良船：TSD-10　他

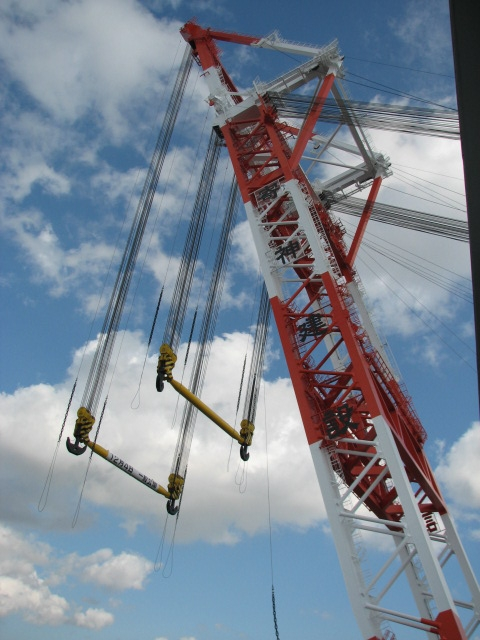
洋翔のクレーンブーム。 （2010年/2月3日）
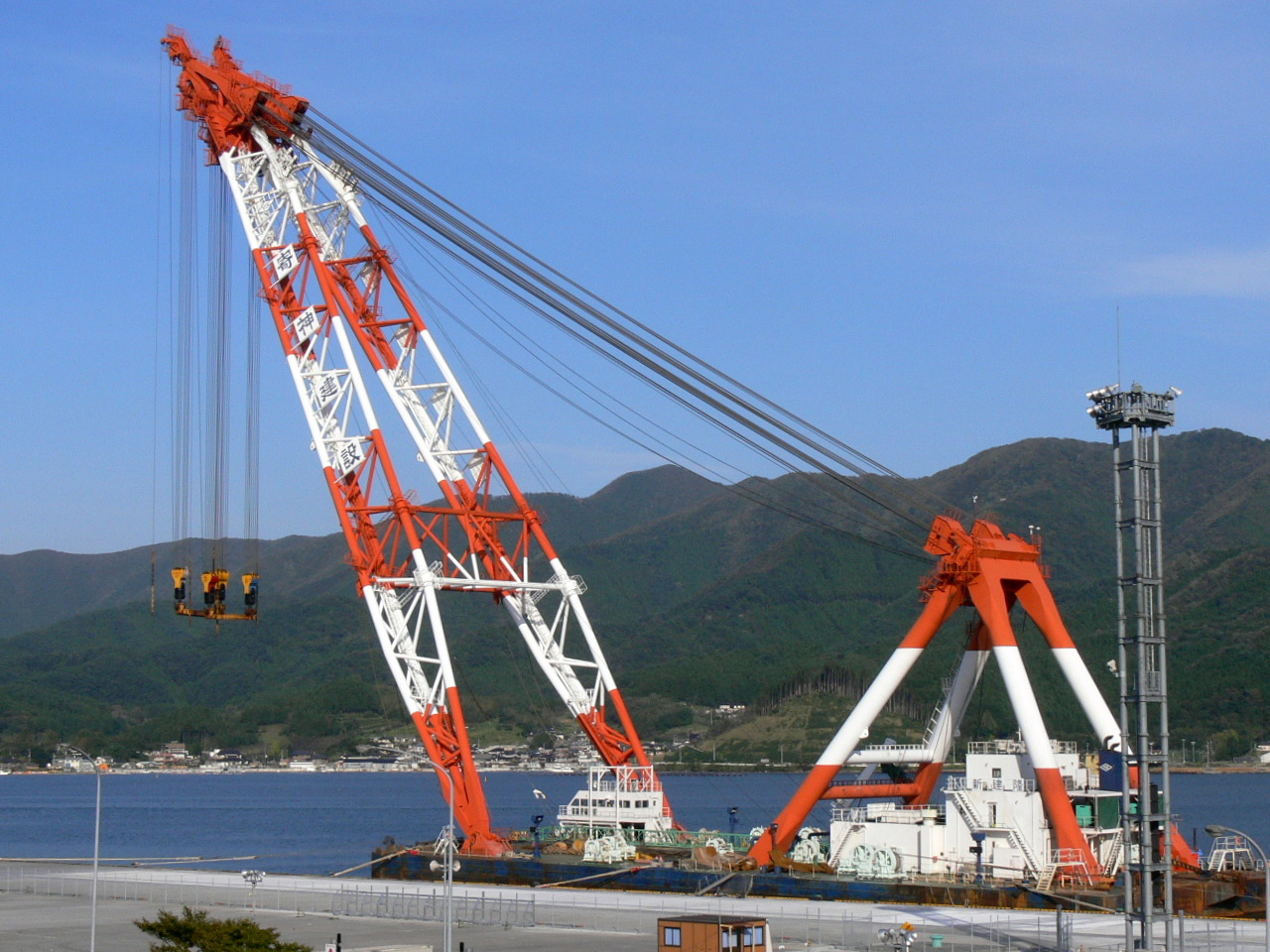
岩手県大船渡港に停泊する「新建隆」。 （2006年10月9日）
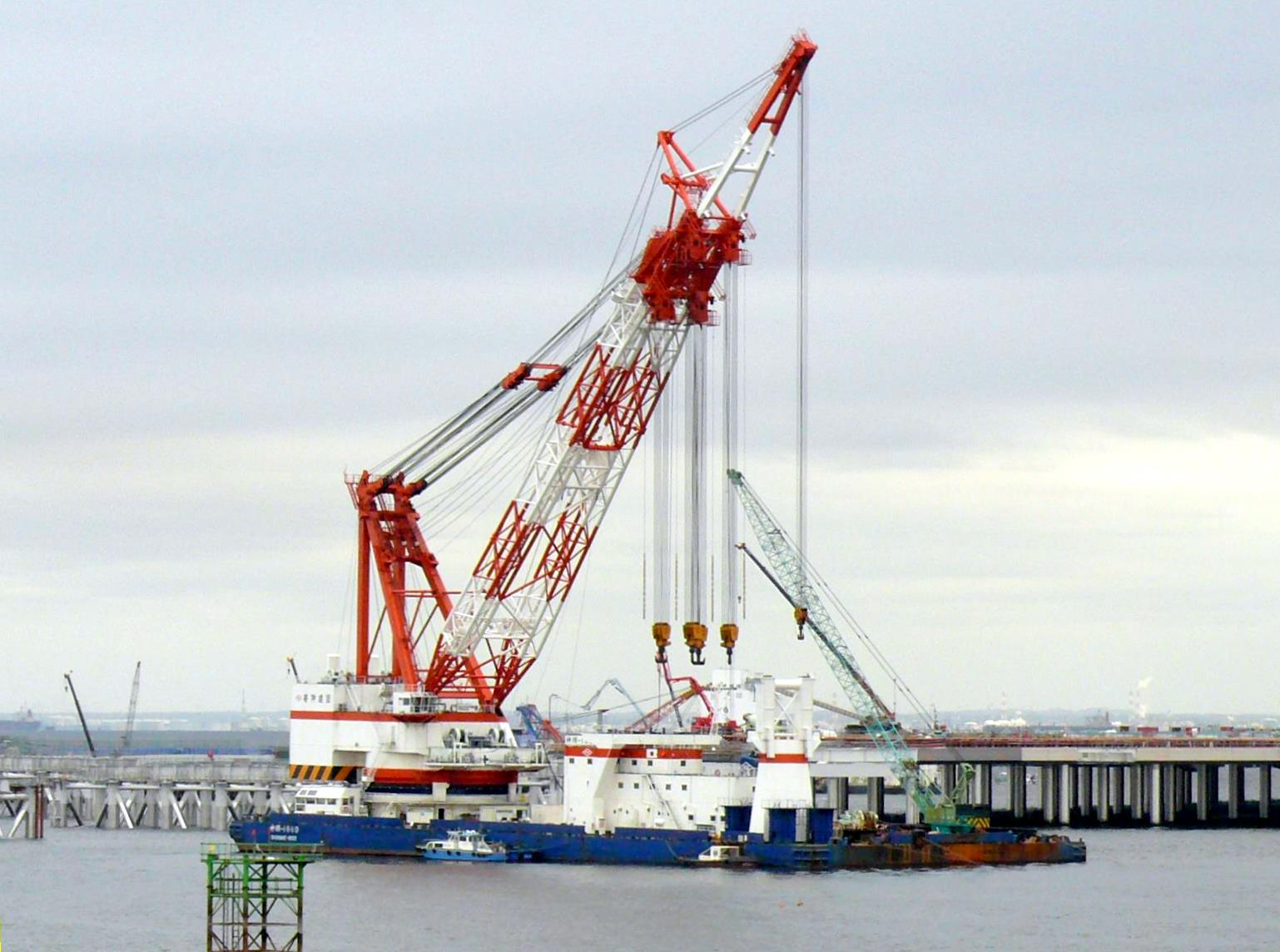
羽田空港D滑走路建設工事に従事する「神翔-1600」 （2009年4月24日）

## 関連会社
- 寄隆建設
- 日神建設
- 寄神オーシャン
- 寄神興産
- 東播建機
- 寄神エージェンシー